# 周宗鎬
周宗鎬（1507年—？年），字子京，號白崖，湖廣岳州府巴陵縣人，明朝官員。

## 生平
嘉靖十年（1531年）辛卯湖廣鄉試第八十四名舉人，嘉靖十一年壬辰科第二甲第二十九名進士。觀都察院政，授蓟州知州，復除嘉定州知州，陞府同知，四川僉事，二十年五月升四川右參議，协同部臣管理采木，二十二年十二月以采木工完升一级，晋廣東副使，卒。

## 家族
曾祖周友忠；祖周以汰；父周值；母方氏。具慶下，妻劉氏，兄宗幹，弟宗夔；宗哲；宗稷；宗慶；宗詔；宗□；宗衡。